# Olympische Sommerspiele 1960/Teilnehmer (Puerto Rico)
| Gelbes Symbol für Goldmedaillen mit stilisierten Olympischen Ringen | Graues Symbol für Silbermedaillen mit stilisierten Olympischen Ringen | Braundes Symbol für Bronzemedaillen mit stilisierten Olympischen Ringen |
| ------------------------------------------------------------------- | --------------------------------------------------------------------- | ----------------------------------------------------------------------- |
| —                                                                   | —                                                                     | —                                                                       |

Puerto Rico nahm an den Olympischen Sommerspielen 1960 in der italienischen Hauptstadt Rom mit einer Delegation von 27 Sportlern, 26 Männer und eine Frau, an 13 Wettbewerben in sechs Sportarten teil.
Seit 1948 war es die vierte Teilnahme Puerto Ricos an Olympischen Sommerspielen.
Jüngster Athlet war mit 16 Jahren und 276 Tagen der Schwimmer Robert Chenaux, ältester Athlet der Sportschütze Xavier Zequeira (53 Jahre und 127 Tage).

## Flaggenträger
Der Basketballspieler Toñín Casillas trug die Flagge Puerto Ricos während der Eröffnungsfeier im Olympiastadion.

## Teilnehmer nach Sportarten

### Basketball
Herren
- Ergebnisse
Vorrunde: Gruppe C, drei Punkte, 199:243 Punkte, Rang drei, nicht für das Halbfinale qualifiziert
72:75(35:33, 37:42)-Niederlage gegen Brasilien
Topscorer: Rafael Valle (22 Punkte)
64:68(26:34, 38:34)-Niederlage gegen Mexiko
Topscorer: Juan Vicéns (15 Punkte)
63:100-Niederlage gegen die Sowjetunion
Topscorer: Juan Vicéns (14 Punkte)
Spiele um die Plätze 9–16: Gruppe drei, vier Punkte, 162:166 Punkte, Rang drei
80:82(42:41, 38:41)-Niederlage gegen die Philippinen
Topscorer: Rafael Valle (28 Punkte)
80:84(37:39, 37:35, 6:10 (Verlängerung))-Niederlage nach Verlängerung gegen Ungarn
Topscorer: Juan Vicéns (28 Punkte)
2:0-Sieg gegen Bulgarien (Bulgarien trat nicht an)
Spiele um die Plätze 13–16: sechs Punkte, 186:138 Punkte, Rang eins
75:65(39:27, 36:38)-Sieg gegen Spanien
Topscorer: Rafael Valle (23 Punkte)
93:73(46:32, 47:41)-Sieg gegen Japan
Topscorer: Teo Cruz (23 Punkte)
Rang 13
- Kader
Juan Ramón Báez
César Bocachica
Ángel Cancel
Toñín Casillas
José Cestero
Teo Cruz
Evelio Droz
John Moráles
Johnny Rodríguez
José Santori
Rafael Valle
Juan Vicéns

### Fechten
Damen
- Gloria Colón
  - Florett

Runde eins: ausgeschieden in Gruppe neun (Rang fünf), zwei Duelle gewonnen – drei verloren, zehn Treffer erzielt – 17 erlitten
0:4-Niederlage gegen Kate Delbarre aus Frankreich
1:4-Niederlage gegen Helga Mees aus Deutschland
1:4-Niederlage gegen Sioe Gouw Pau aus Indonesien
4:2-Sieg gegen Alexandra Sabelina aus der Sowjetunion
4:3-Sieg gegen Harriet King aus den Vereinigten Staaten von Amerika

### Gewichtheben
Herren
- Fernando Báez
  - Bantamgewicht

Finale: 290,0 kg, Rang 15
Militärpresse: 100,0 kg, Rang zwei
Reißen: 80,0 kg, Rang 21
Stoßen: 110,0 kg, Rang 16

- Fernando Torres
  - Leichtschwergewicht

Finale: 390,0 kg, Rang elf
Militärpresse: 120,0 kg, Rang zwölf
Reißen: 117,5 kg, Rang 14
Stoßen: 152,5 kg, Rang zwölf

### Leichtathletik
Herren

4 × 400 Meter Staffel
- Ergebnisse
Runde eins: ausgeschieden in Lauf eins (Rang fünf), 3:13,9 Minuten (handgestoppt), 3:13,91 Minuten (automatisch gestoppt),
- Staffel
Ovidio de Jesús
German Guenard
Ramón Vega
José Luis Villalongo

Einzel
- Pedro Camacho
  - Dreisprung

Qualifikationsrunde: Gruppe B, 14,21 Meter, Rang 13, Gesamtrang 37, nicht für das Finale qualifiziert
Versuch eins: ungültig
Versuch zwei: 14,21 Meter
Versuch drei: 13,58 Meter

- Rolando Cruz
  - Stabhochsprung

Qualifikationsrunde: 4,40 Meter, Rang acht, für das Finale qualifiziert
3,80 Meter: gültig, ohne Fehlversuch
4,00 Meter: gültig, ohne Fehlversuch
4,20 Meter: gültig, ohne Fehlversuch
4,30 Meter: gültig, ohne Fehlversuch
4,40 Meter: gültig, zwei Fehlversuche
Finale: 4,55 Meter, Rang vier
4,00 Meter: gültig, ohne Fehlversuch
4,20 Meter: gültig, ohne Fehlversuch
4,30 Meter: gültig, ohne Fehlversuch
4,40 Meter: gültig, ohne Fehlversuch
4,50 Meter: gültig, ohne Fehlversuch
4,55 Meter: gültig, ein Fehlversuch
4,60 Meter: ungültig, drei Fehlversuche

- German Guenard
  - 400 Meter Lauf

Runde eins: in Lauf fünf (Rang eins) für das Viertelfinale qualifiziert, 47,3 Sekunden (handgestoppt), 47,39 Sekunden (automatisch gestoppt)
Viertelfinale: ausgeschieden in Lauf zwei (Rang fünf), 47,2 Sekunden (handgestoppt), 47,39 Sekunden (automatisch gestoppt)

- Iván Rodríguez
  - 400 Meter Lauf

Runde eins: ausgeschieden in Lauf sechs (Rang fünf), 49,6 Sekunden (handgestoppt), 49,74 Sekunden (automatisch gestoppt)

- Ramón Vega
  - 200 Meter Lauf

Runde eins: ausgeschieden in Lauf sechs (Rang vier), 21,8 Sekunden (handgestoppt), 21,94 Sekunden (automatisch gestoppt)

### Schießen
Herren
- Miguel Barasorda
  - Freie Scheibenpistole

Qualifikation: Gruppe eins, 349 Punkte, Rang 15, für das Finale qualifiziert
Runde eins: 88 Punkte, Rang zwölf
Runde zwei: 88 Punkte, Rang 15
Runde drei: 89 Punkte, Rang zwölf
Runde vier: 84 Punkte, Rang 21
Finale: 522 Punkte, Rang 39
Runde eins: 90 Punkte, Rang 19
Runde zwei: 89 Punkte, Rang 21
Runde drei: 87 Punkte, Rang 43
Runde vier: 89 Punkte, Rang 24
Runde fünf: 87 Punkte, Rang 31
Runde sechs: 80 Punkte, Rang 51

- Fred Guillermety
  - Freie Scheibenpistole

Qualifikation: Gruppe zwei, 339 Punkte, Rang 23, für das Finale qualifiziert
Runde eins: 85 Punkte, Rang 18
Runde zwei: 89 Punkte, Rang zehn
Runde drei: 83 Punkte, Rang 27
Runde vier: 82 Punkte, Rang 28
Finale: 513 Punkte, Rang 48
Runde eins: 83 Punkte, Rang 48
Runde zwei: 86 Punkte, Rang 37
Runde drei: 89 Punkte, Rang 29
Runde vier: 89 Punkte, Rang 26
Runde fünf: 88 Punkte, Rang 26
Runde sechs: 78 Punkte, Rang 53

- Leon Lyon
  - Schnellfeuerpistole

Finale: 558 Punkte, Rang 40
Runde eins: 278 Punkte, Rang 41
Runde zwei: 280 Punkte, Rang 39

- Xavier Zequeira
  - Tontaubenschießen

Qualifikation: ohne Wertung ausgeschieden

### Schwimmen
Herren
- Robert Chenaux
  - 400 Meter Freistil

Runde eins: ausgeschieden in Lauf vier (Rang sieben), 5:24,6 Minuten